# Scott Crossfield
Albert Scott Crossfield (Berkeley, California, 2 de octubre de 1921-19 de abril de 2006) fue un piloto de pruebas y oficial de la Armada de los Estados Unidos.
Realizó su primer vuelo a la temprana edad de seis años y abandonó en 1942 sus estudios de ingeniería para servir como piloto en la marina de los Estados Unidos durante la Segunda Guerra Mundial. Tras la guerra reanudó sus estudios en 1946 graduándose como ingeniero aeronáutico por la Universidad de Washington en 1949.
En 1950 pasó a trabajar como piloto de pruebas en el National Advisory Committee for Aeronautics (NACA) organismo predecesor de la National Aeronautics and Space Administration (NASA).
Formando parte del mítico grupo de pilotos de pruebas de los prototipos experimentales X-1, X-4, X-5 y D-558-II que inauguraron la era supersónica. Sus principales gestas son haber traspasado la velocidad de Mach 2 -doble de la velocidad del sonido- por primera vez el día 20 de noviembre de 1953 a bordo del D-558-II 'Skyrocket'. Fue fundador en 1955, con otros pilotos de pruebas, de la Sociedad de Pilotos de Pruebas Experimentales.
Crossfield dejó la NACA en 1955 para trabajar para North American Aviation en el diseño y construcción del nuevo avión cohete experimental X-15, con el que realizó el primer vuelo en 1959. Publicó una autobiografía en 1960, "The Story of a Rocket Test Pilot", reeditada en 1971. Trabajó como ejecutivo y consultor en diversos proyectos de la era espacial. Entre 1967 y 1975 trabajó como ejecutivo para Eastern Airlines y fue vicepresidente de Hawker Siddley Aviation.
Entre los trofeos y distinciones que recibió pueden citarse el Collier Trophy en 1961 de la National Aeronautics Association y el Trofeo Internacional Clifford B. Harmon de 1960, incluido en el Hall Nacional de la Fama de la Aviación estadounidense en 1983 y en el Hall Internacional de la Fama del Espacio en 1988. La medalla de distinción de la NASA y en noviembre del 2000 recibió el trofeo Lifetime Achievement, concedido por el Museo Smithsoniano del Aire y del Espacio.
En la película de 1983, Elegidos para la gloria (The Right Stuff) fue interpretado por el actor Scott Wilson.
En sus últimos años participaba de forma entusiasta en concentraciones aéreas y actividades festivas y deportivas relacionadas con la aviación.
Falleció el 19 de abril de 2006 al estrellarse contra el suelo el avión monomotor Cessna 210 que pilotaba en un vuelo entre Prattville, Alabama a Manassas, Virginia.